# Reinhold Schneider
Reinhold Schneider (ur. 13 maja 1903 w Baden-Baden, zm. 6 kwietnia 1958 we Fryburgu Bryzgowijskim) – niemiecki dramaturg, poeta, krytyk, historyk, teolog i filozof kultury. W swoich utworach, które były potajemnie kolportowane podczas II wojny światowej, sprzeciwiał się prześladowaniu Żydów. W 1952 otrzymał Pour le Mérite za Naukę i Sztukę.